# Comissió cinematogràfica
Una comissió cinematogràfica és una organització pública destinada a atraure els equips de producció dels diversos mitjans (incloent pel·lícules, televisió i comercials) per fomentar la filmació en uns territoris i indrets concrets, i oferir suport perquè les produccions puguin realitzar el seu treball sense problemes. Ofereix tota la informació que necessitin per a la realització de rodatges en un determinat lloc. Amb el seu treball promouen la indústria audiovisual i la pròpia zona en què opera.

## Introducció
Existeixen més de 350 organitzacions actives en més de quaranta països de tot el món, sobretot als Estats Units i Europa. La seva tasca es basa en donar suport als cineastes o productors en la recerca de localitzacions de rodatge en els àmbits territorials de cada comissió cinematogràfica. De la mateixa manera, promouen i incentiven el desenvolupament d'una indústria cinematogràfica en els seus respectius països. Solen ser oficines sense ànim de lucre vinculades als ajuntaments locals, amb la intenció de promocionar la cultura i els llocs de l'àmbit territorial de cada comissió cinematogràfica.